# Portobelo

Portobelo é uma cidade portuária panamenha, situada na província de Cólon, ao norte do Canal do Panamá.
A cidade foi fundada em 1597, sendo até o século XVIII um importante entreposto de exportação de prata do Vice-reino de Nova Granada. Durante a Guerra da orelha de Jenkins, foi capturada pelos ingleses comandados por Edward Vernon, mas após o fim da guerra, voltou a ser uma possessão espanhola.
Hoje, a cidade encontra-se em estado de quase abandono, apesar de ser a capital do distrito de Portobelo, com uma população pouco superior a 5 mil habitantes. O Forte de San Lorenzo é considerado um Patrimônio Mundial desde 1980.

## Galeria

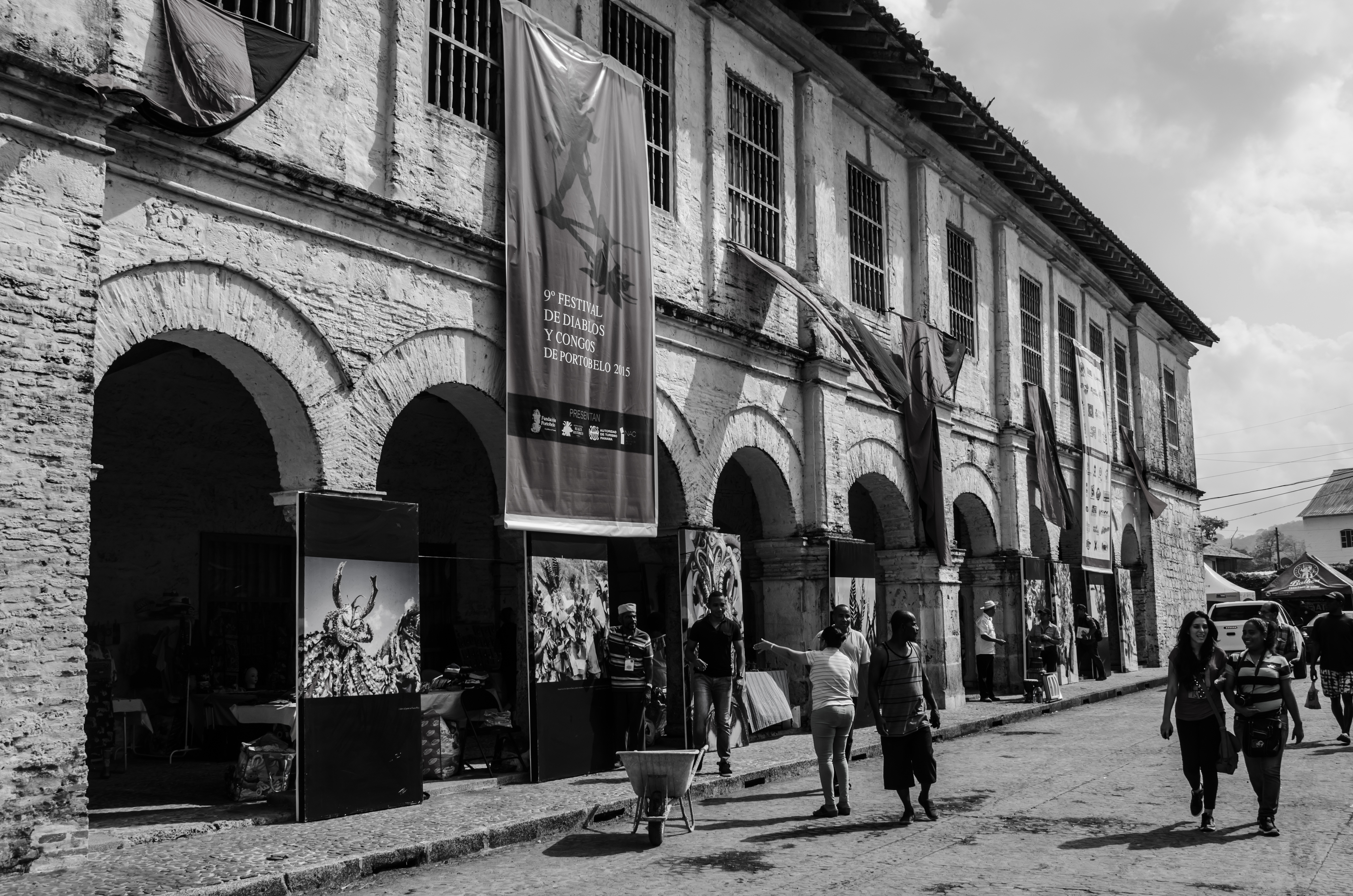
Alfandega de Portobelo
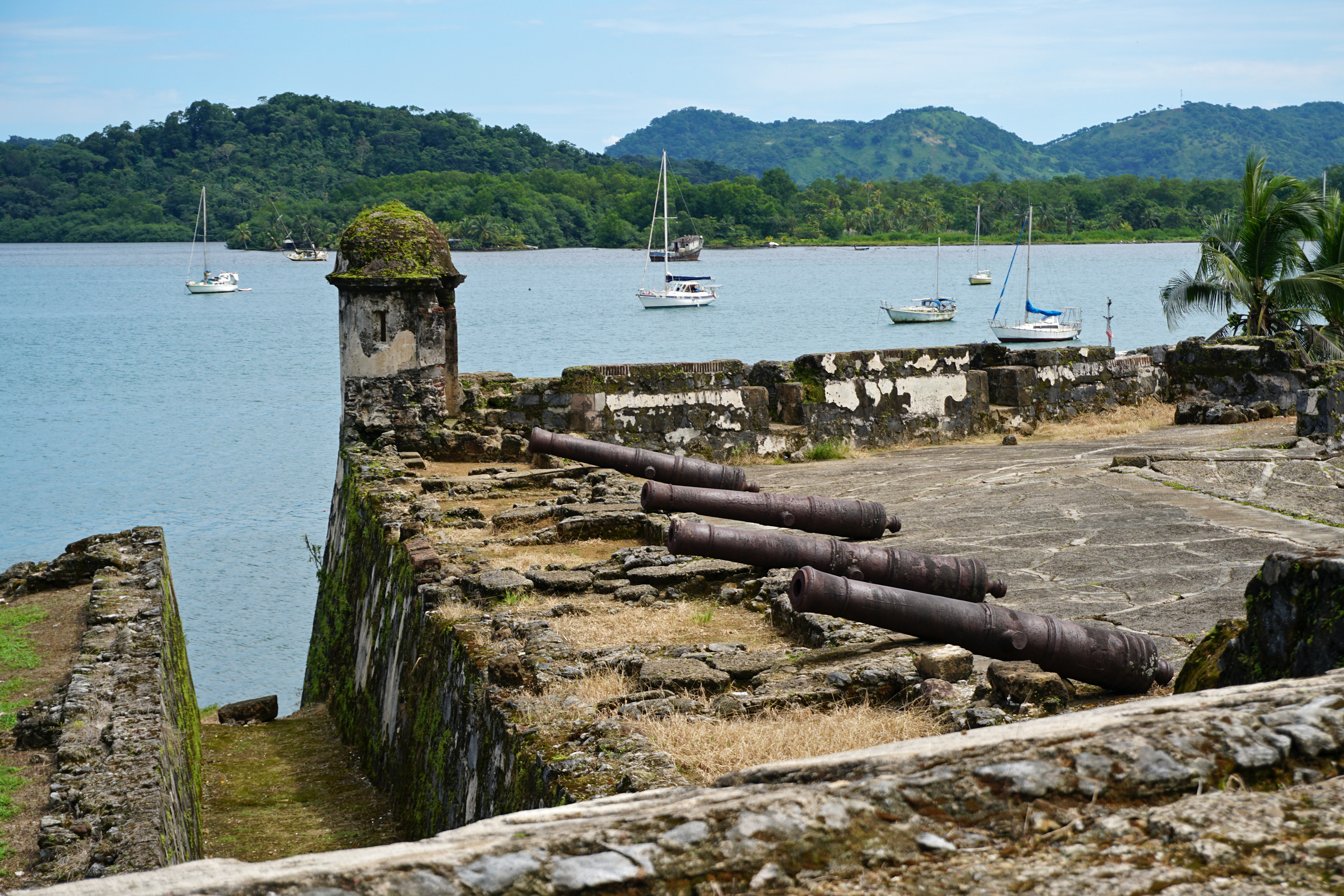
Forte de Santiago
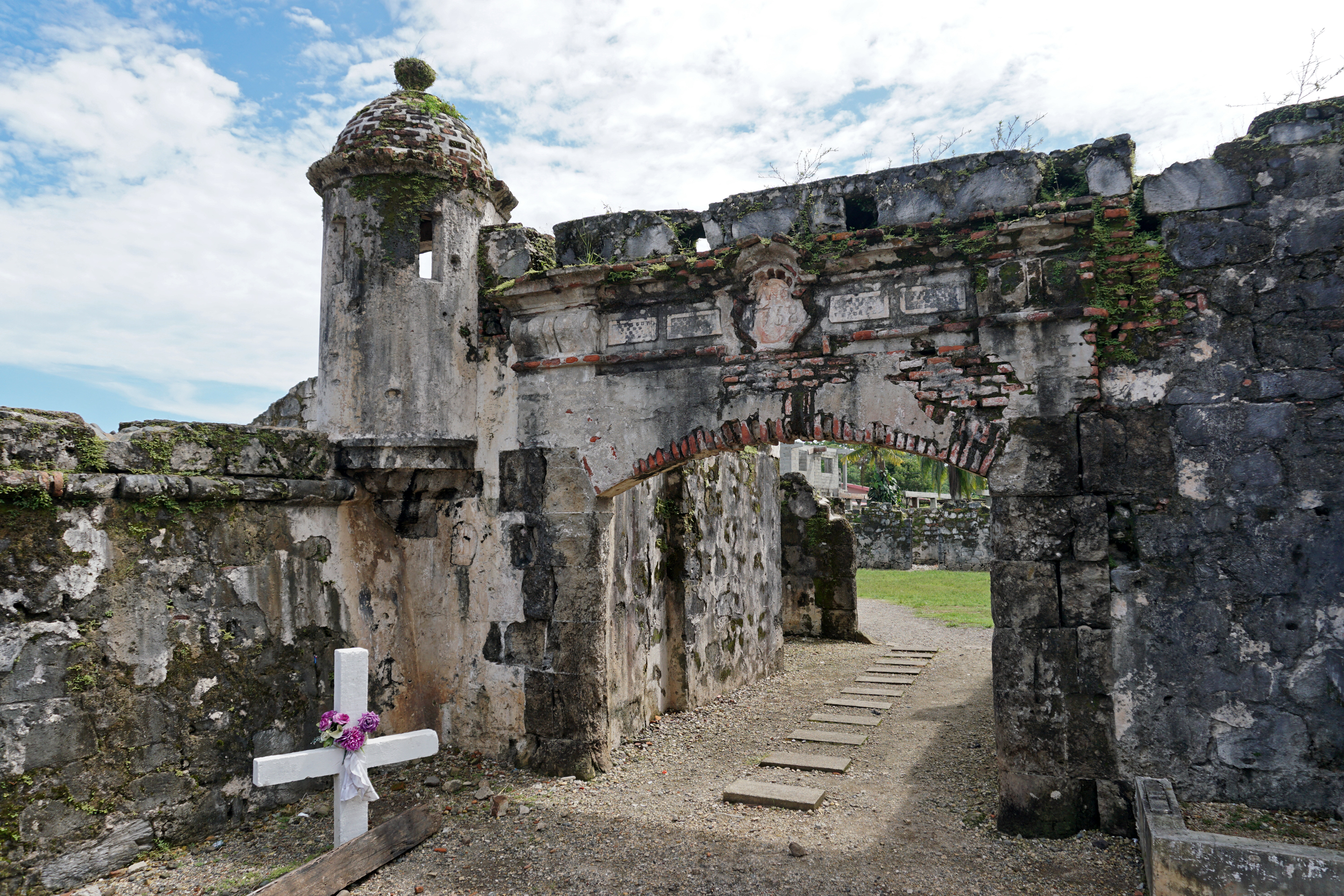
Entrada ao Forte de San Jerónimo
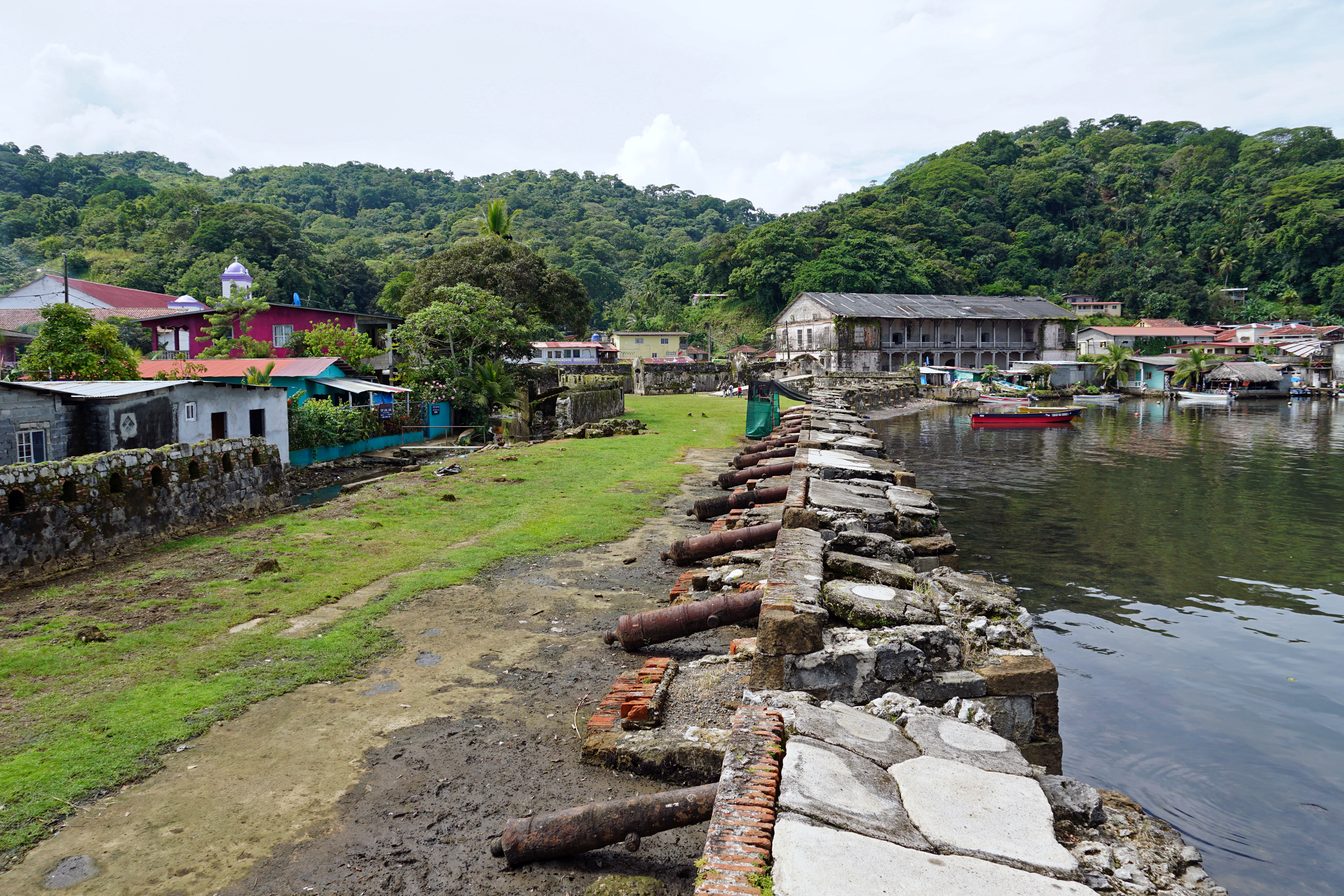
Canhões do Forte San Jerónimo
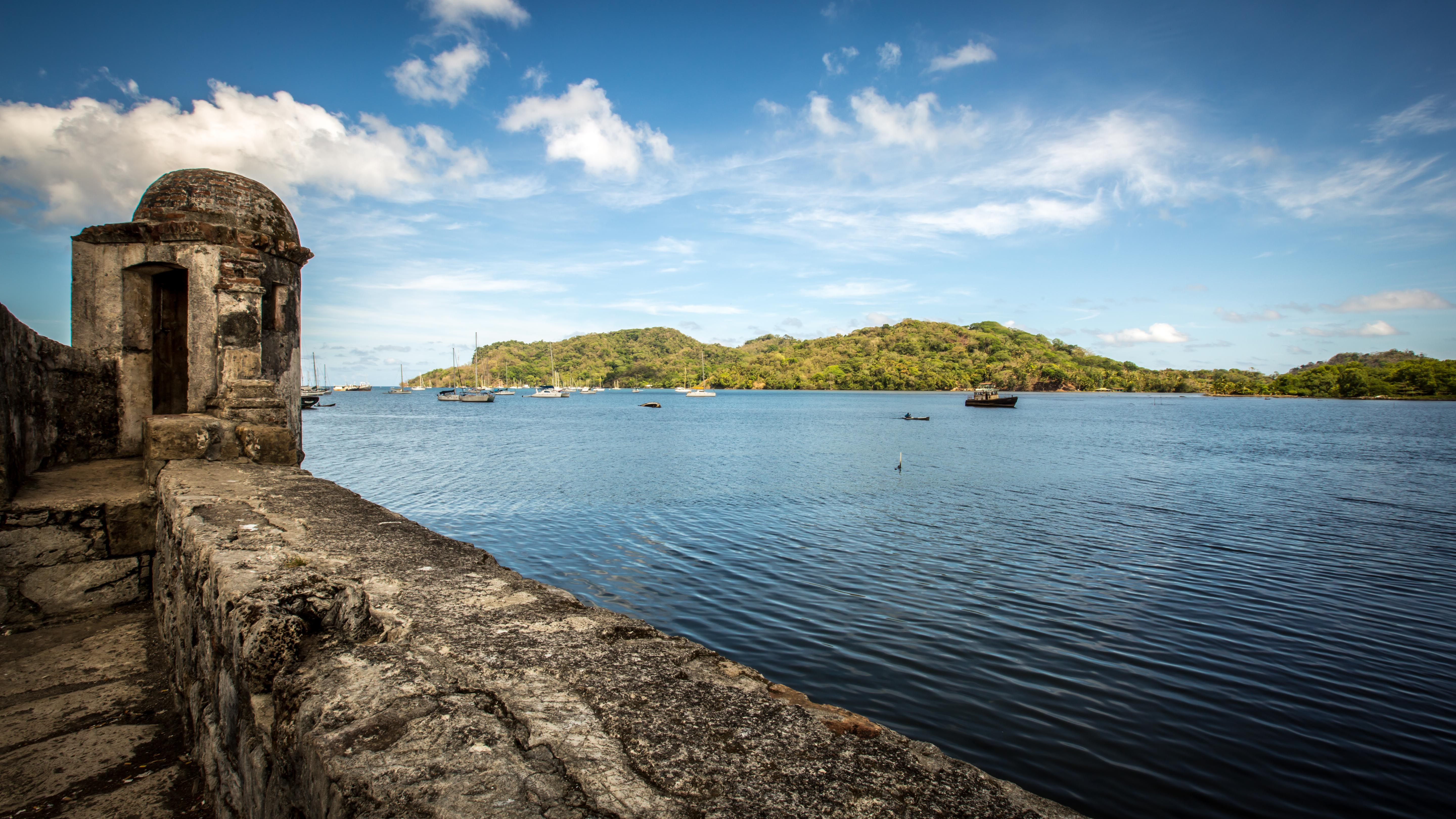
Forte de San Jerónimo
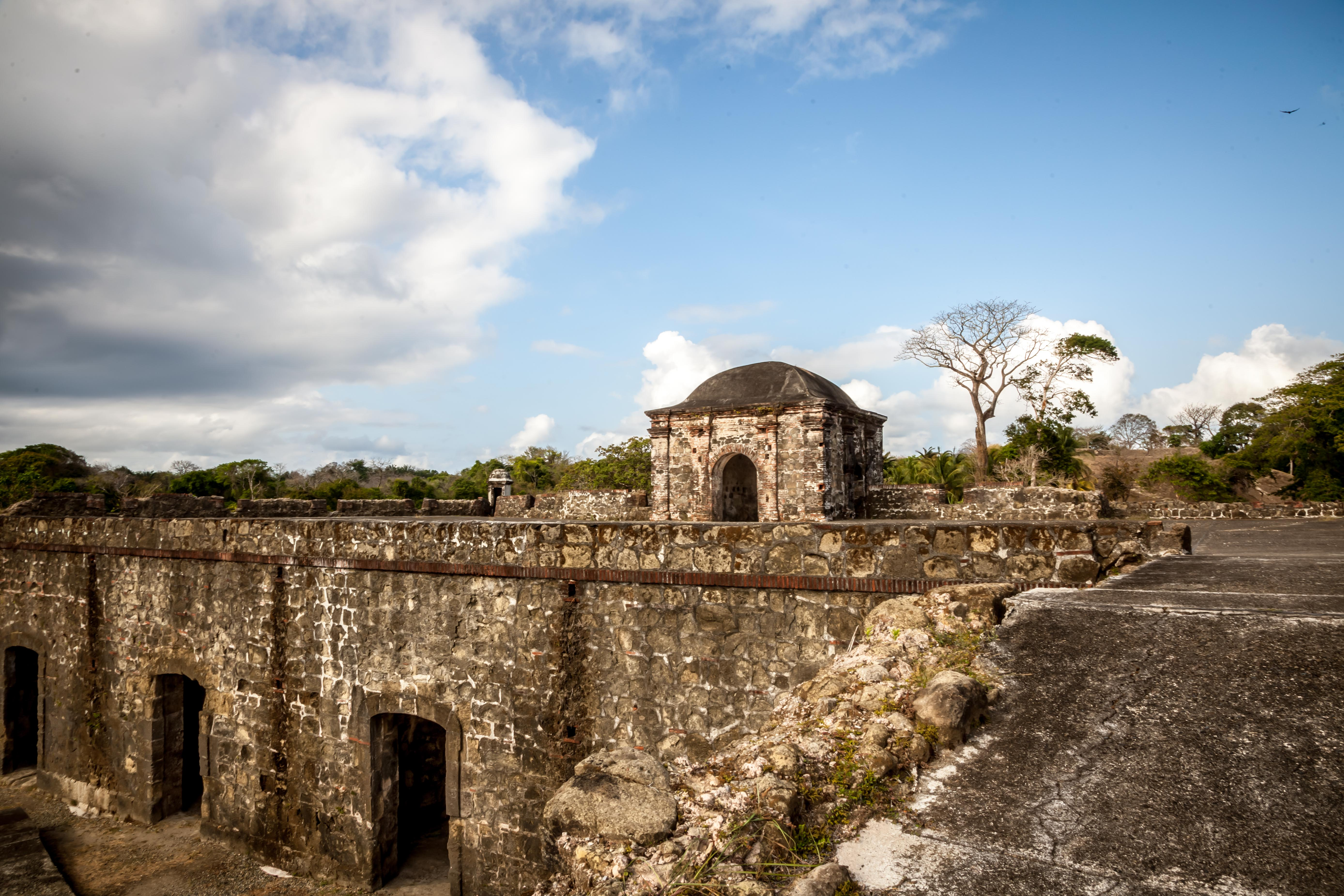
Forte de San Lorenzo
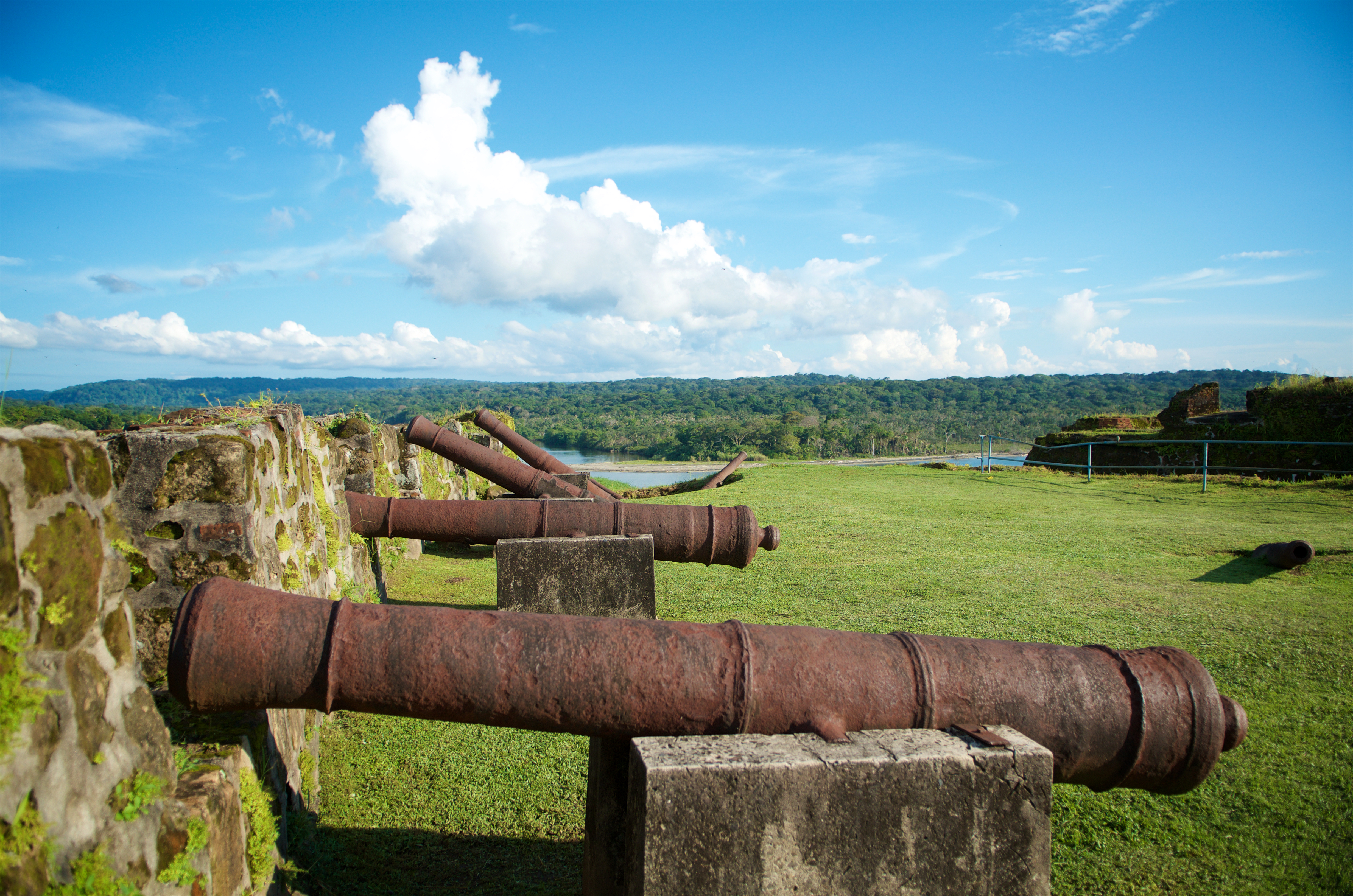
Forte de San Lorenzo